# Panzerjäger

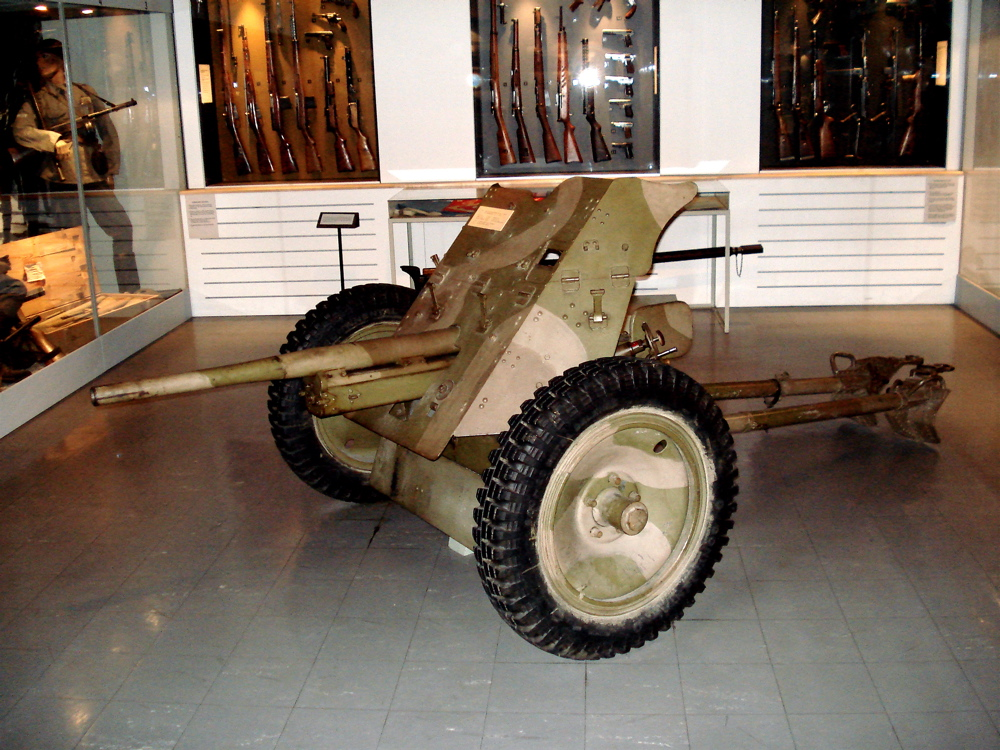
3,7-cm-Panzerabwehrkanone (36) Museum Helsinki

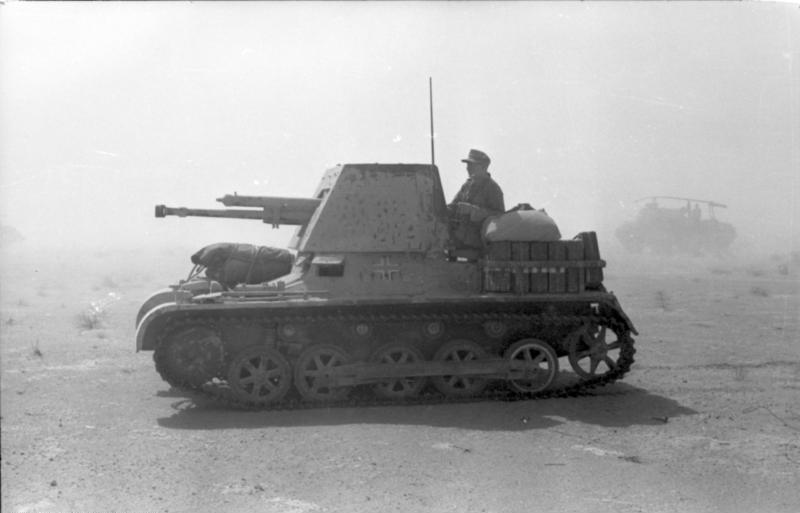
Panzerjäger I in Nordafrika

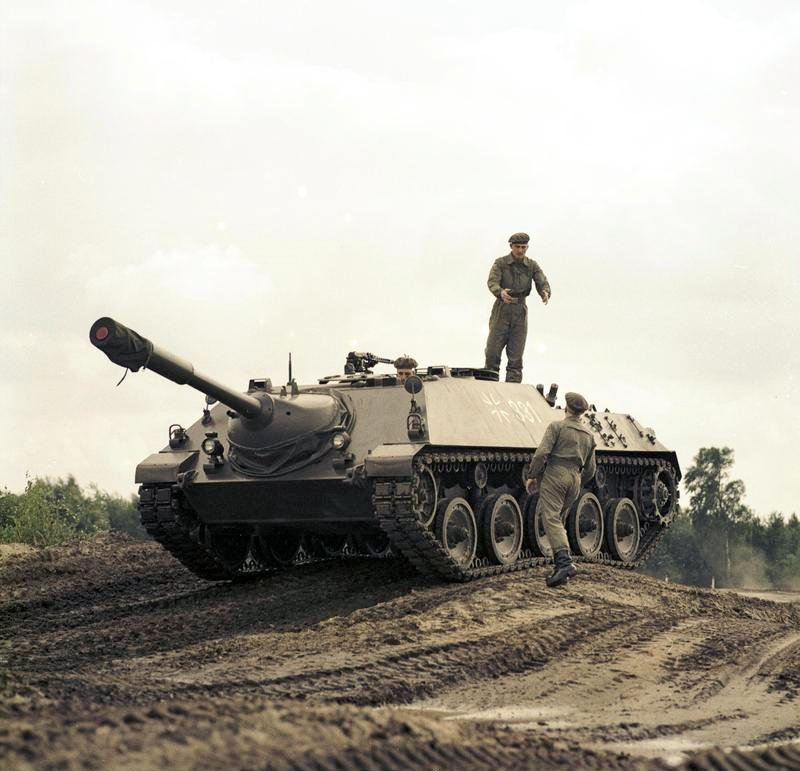
Jagdpanzer Kanone 90 mm der Bundeswehr (1965)

Militärisches Symbol, Grundform

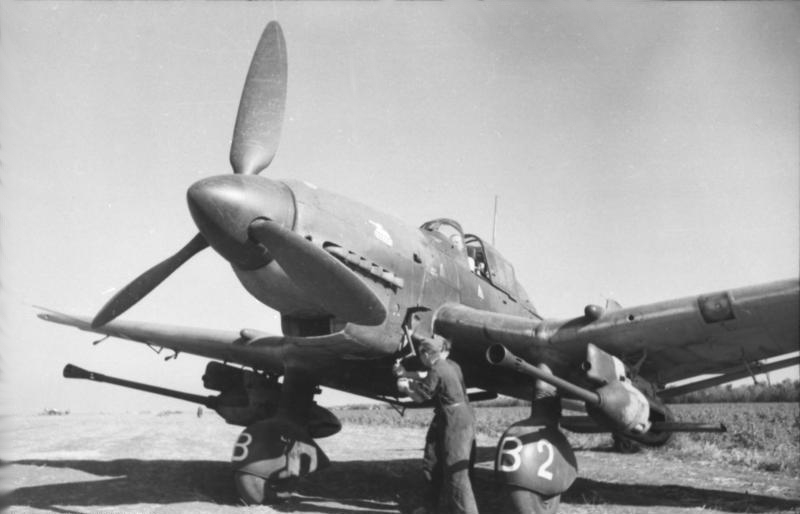
Eine Ju 87 G-1, Schlachtflieger und Panzerjäger, auch bekannt als „Kanonenvogel“ und „Panzerknacker“

Als Panzerjäger werden Fahrzeuge, Flugzeuge, Hubschrauber und Einheiten, Verbände oder Soldaten bezeichnet, deren Hauptaufgabe die Abwehr und Vernichtung gegnerischer gepanzerter Kampffahrzeuge ist.
Die Panzerjägertruppe ist eine Truppengattung von Armeen, die speziell für diese Aufgabe ausgerüstet und ausgebildet ist.

## Ursprünge der Panzerjäger
Die Stellungskriege und die Unfähigkeit beider Seiten in den ersten Jahren des Ersten Weltkrieges die Front der jeweiligen gegnerischen Seite zu durchbrechen, führte zur Entwicklung von gepanzerten Fahrzeugen, die gedanklich auf der Schaffung von Schlachtschiffen für den Landkrieg basierten. So sollten mit diesen Fahrzeugen Kanonen und Maschinengewehre in die vordersten Kampflinien gebracht werden und die feindlichen Grabensysteme niederkämpfen.
Schon während des Ersten Weltkrieges begann man, sich nach ersten großen Einsätzen dieser Fahrzeuge auf der alliierten Seite (Schlacht von Cambrai) darüber Gedanken zu machen, wie solche Fahrzeuge, die nun als Tanks bezeichnet wurden, aufzuhalten wären. Es wurden Feldkanonen in die vorderen Linien gebracht und Tankgewehre mit großkalibrigen Patronen eingesetzt. Erste Versuche, eine mobile Panzerabwehr zu schaffen, wurden auf der deutschen Seite unternommen, indem 7,7-cm-Feldkanonen 96 n.A. und belgische 57-mm-Kasemattkanonen auf 4-ton-Lastkraftwagen montiert wurden. Diese waren allerdings sehr hoch und empfindliche Ziele, die sofort von der Artillerie beschossen wurden, wenn sie entdeckt wurden. Zudem waren sie der Infanterie in den vorderen Linien keine Hilfe.
Mit dem Aufkommen von Panzerfahrzeugen für eine bewegliche Gefechtsführung nach den Erfahrungen des Ersten Weltkrieges wurden bei der deutschen Reichswehr und später der Wehrmacht erstmals Panzerabwehrtruppen gebildet, auch wenn dies durch den Versailler Vertrag verboten war, beginnend mit speziellen Kompanien ausgerüstet mit Geschützen innerhalb der Infanterieverbände. Später kamen spezielle Einheiten für die Panzerabwehr (Panzerabwehrabteilungen) hinzu. Damit die Bekämpfung von Panzern und der Einsatz von Panzern im Zusammenwirken geübt werden konnte, beschaffte die Wehrmacht zahlreiche unterschiedliche Panzerattrappen. Diese wurden auf Personenkraftwagen montiert oder sogar mit Fahrrädern beweglich gemacht. Nach dem Beginn der Aufrüstung der Wehrmacht wurden die Panzerabwehrabteilungen ab 1935 mit Panzerabwehrkanonen (PAK) des in großer Stückzahl gebauten Modells 3,7-cm-Panzerabwehrkanone ausgerüstet. Die PaK 36 konnte nach damaligem Kenntnisstand alle gängigen Panzertypen mit einer bis maximal 70°-angeschrägten Panzerungen in Stärke bis zu 30 mm auf 1.000 m Entfernung erfolgreich bekämpfen.
Eine bereits in der Entwicklung befindliche 5-cm-Panzerabwehrkanone, die PaK 38, wurde ab 1940 in verhältnismäßig kleiner Stückzahl an die Abteilungen ausgegeben. 
Als die Wehrmacht ab dem 22. Juni 1941 die Sowjetunion angriff, traf sie auf die neuen sowjetischen Panzer T-34 (31 Tonnen) und auf schwere KW-Panzer. 
Die 3,7-cm-Pak konnte der Panzerung des T-34 – abgesehen von Glückstreffern in den Turmdrehkranz – nichts anhaben und wurde von Soldaten sarkastisch „Heeresanklopfgerät“ genannt.
Die 7,5-cm-Panzerabwehrkanone 40 wurde ab Anfang 1942 bei der Truppe eingeführt. 
Von der 8,8-cm-Panzerabwehrkanone 43 wurden von Februar 1943 bis August 1944 1403 Stück gefertigt und ausgeliefert.
Das Taktische Zeichen eines Panzerabwehr- bzw. Panzerjäger-Verbandes im Zweiten Weltkrieg war ein T.
Das Gewicht der PAK war für die Soldaten spätestens ab der Einführung der 1,5 Tonnen wiegenden 7,5-cm-Pak 40 problematisch. 
Die schweren Geschütze kaum noch ohne Zugfahrzeuge die Stellung wechseln und wurden, wenn der Feind sie erkannt hatte, schnell Opfer der gegnerischen Artillerie. Auch die zunehmende Geschwindigkeit der kämpfenden Verbände war schon bei Beginn des Krieges für die Panzerabwehr zum Problem geworden, weshalb die Wehrmacht den Panzerjäger I entwickeln ließ. 202 Stück wurden gebaut.
Er war der Urtyp für die Panzerjäger der ersten Kriegsjahre, die typischerweise aus einem Geschütz und dem Fahrgestell eines Panzers bestanden, der nicht mehr für Einsätze an vorderster Front geeignet war.
Neben dieser Entwicklung war bereits vor dem Zweiten Weltkrieg im Bereich der Artillerietruppen der Wehrmacht aus einem gut gepanzerten Fahrzeug mit einem 7,5 cm Infanteriegeschütz das Hauptfahrzeug der „Sturmartillerie“ entstanden, das Sturmgeschütz III. Es wurde im Verlauf des Krieges zu einer Waffe der Panzerjägertruppe. Zudem wurde aus dieser Linie das Konzept des Jagdpanzers als geschütztes Kampffahrzeug der Panzerjäger entwickelt.

## Aufgabe und Ausrüstung im Zweiten Weltkrieg
Die Panzerabwehr-/Panzerjägertruppen dienten bei den Divisionen der Infanterie und den Panzergrenadieren zur Verhinderung feindlicher Durchbrüche mit Panzern, wurden aber auch in der zweiten Linie zur Feuerverstärkung von Panzerverbänden eingesetzt, nachdem diese sich nach der Gefechtsaufnahme auf die feuerbereite Linie der Panzerabwehrwaffen im verzögernden Gefecht zurückgezogen hatten. Nachdem es insbesondere an der Ostfront zu Frontdurchbrüchen durch die Rote Armee und damit zu größeren Rückzügen gekommen war, nahmen die Verluste bei den gezogenen PaK sprunghaft zu. Zunehmend wurden die Panzerjägerverbände auf Panzerjäger-Selbstfahrlafetten und Jagdpanzer umgerüstet. Der logistische Teilbereich der Beutewaffen ist in der Liste von Panzerjägern gemäß den Kennblättern fremden Geräts D 50/12 verzeichnet.
Im Zweiten Weltkrieg kamen Jagdpanzer wie der Jagdpanzer IV, der Jagdpanzer „Hetzer“, der Jagdpanzer „Elefant“ und der Jagdpanzer „Jagdtiger“ zum Einsatz. Diese waren preisgünstiger herzustellen als Kampfpanzer, weil sie keinen drehbaren Turm hatten. Dies sparte in der Kriegswirtschaft Ressourcen (Material und Arbeitszeit) und ermöglichte es, Geschütze mit größerem Kaliber und/oder längerem Geschützrohr zu verbauen. Die niedrigere Silhouette und abgerundete Kubatur dieser Panzerfahrzeuge brachte Vorteile auf dem Gefechtsfeld: sie waren leichter zu tarnen und schwerer zu treffen. Als bester Jagdpanzer des Zweiten Weltkrieges gilt der „Jagdpanther“.

## Panzerjäger in der Bundeswehr
Die Panzerjägertruppe war von 1956 bis 2006 eine Truppengattung des Heeres der Bundeswehr. Sie zählte zuletzt zu den gepanzerten Kampftruppen. Hauptaufgabe war die Panzerabwehr und Hauptwaffensystem war zuletzt der Raketenjagdpanzer Jaguar. Der unterste Mannschaftsdienstgrad in der Panzerjägertruppe war der Panzerjäger. 2006 wurde die Panzerjägertruppe außer Dienst gestellt.

## Panzerjäger der Schweizer Armee
Der Jagdpanzer 38 „Hetzer“ befand sich, in der Nachkriegsausführung G13 bis in die 1970er-Jahre im Bestand der Schweizer Armee.
Die Schweizer Armee, die aufgrund ihrer defensiven Ausrichtung nicht über Kampfhubschrauber verfügt, unterhielt bis 2022 eine Panzerjägertruppe.
In der Armee 95 waren sowohl die Infanterie wie auch die Mechanisierten und Leichten Truppen (MLT) mit Panzerjägerkompanien ausgerüstet. Die Panzerjäger der Infanterie hatten den Auftrag, gegnerischen Kampfpanzern in dem den eigenen Linien vorgelagerten Raum aufzulauern, sie zu vernichten und sich anschließend zurückzuziehen. Die Panzerjäger der MLT begleiteten eigene Kampfpanzerverbände, um sie im Gefecht gegen feindliche gepanzerte Fahrzeuge zu unterstützen.
In der Armee XXI wurden die Panzerjägerverbände stark reduziert und den mechanisierten Aufklärern angegliedert. Zu ihren Aufgaben gehört nun neu auch die Raumüberwachung.
Die Panzerjäger der Schweizer Armee sind mit dem Panzerjäger 90 Piranha 6x6 auf der Basis eines von Mowag gebauten Radschützenpanzers ausgerüstet, der 1990 die veralteten rückstoßfreien Panzerabwehrkanonen des Typs 10,6 cm rsf Pak 58 ablöste. Der Piranha ist mit einem Gefechtsturm mit zwei Lenkwaffenwerfern des Typs TOW 2 und einer Nebelwurfanlage ausgerüstet.
1996 nahmen 300 Panzerjäger an einer gemeinsamen Übung mit dem österreichischen Bundesheer auf dem Übungsplatz Allentsteig in Österreich teil.
Mit der Armeebotschaft 2018 wurde der Panzerjäger 93 (Piranha 6x6) auf Ende 2022 außer Dienst gestellt. Als Ersatz wurde die NLAW beschafft.

## Flugzeuge
Als Panzerjäger werden auch Flugzeuge bezeichnet, die speziell zur Bekämpfung von Panzern eingesetzt wurden. Als Beispiel sind hier der Kanonenvogel Junkers Ju-87 G2 (deutsch), die Hawker Typhoon (britisch) oder die Il-2 Sturmowik (sowjetisch) für die Zeit des Zweiten Weltkriegs zu nennen. Auch die A-10 Thunderbolt II ist als modernes Flugzeug speziell zur Panzerjagd vorgesehen.

## Hubschrauber
In der modernen Kriegsführung werden außerdem Kampfhubschrauber mit Panzerabwehrraketen bzw. Panzerabwehrhubschrauber zur Bekämpfung von Panzern eingesetzt.